# Stereohypnum iporanganum
Stereohypnum iporanganum là một loài Rêu trong họ Hypnaceae. Loài này được (Besch. & Geh.) M. Fleisch. mô tả khoa học đầu tiên năm 1908.